# クロード・ソーテ
クロード・ソーテ（Claude Sautet、1924年2月23日 - 2000年7月22日）はフランス・オー＝ド＝セーヌ県出身の映画監督・脚本家である。

## 略歴
1924年2月23日、パリ郊外モンルージュに生まれる。国立高等装飾芸術学校で絵画や彫刻を学んだ後、1948年に高等映画学院に入学。
1951年に短編『Nous n'irons plus au bois（もう森へは行かない）』で映画監督デビュー。その後助監督を数本経験しながら『Combat』誌で音楽評論を執筆。1955年に長編デビュー作『Bonjour Sourire（微笑よこんにちわ）』を監督した。1959年にはジョルジュ・フランジュの『顔のない眼』の脚本を共同執筆し、助監督も務める。
1970年にはミシェル・ピコリ、ロミー・シュナイダー主演の『すぎ去りし日の…』がルイ・デリュック賞を受賞。第23回カンヌ国際映画祭にも出品された。
1986年にはSACD（劇作家・演劇音楽作曲家協会）の副代表に就任し1991年まで務めた。
1992年にはダニエル・オートゥイユ、エマニュエル・ベアール主演の『愛を弾く女』でヴェネツィア国際映画祭銀獅子賞と国際評論家賞、セザール賞監督賞を受賞。1995年の『とまどい』でもセザール賞監督賞を受賞している。
2000年7月22日、パリで死去。76歳没。

## 主な監督作品

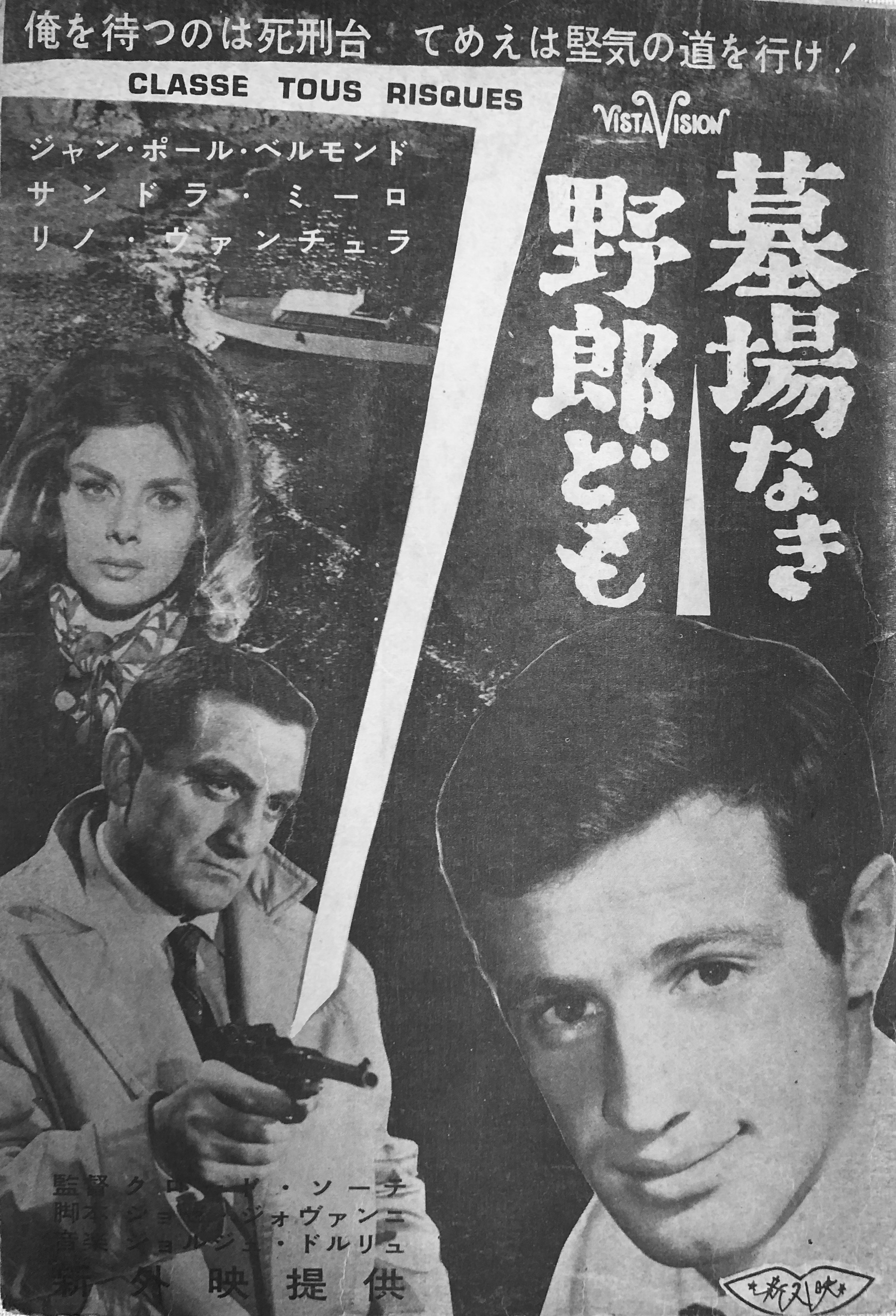
『墓場なき野郎ども』（1960年）の広告

- 墓場なき野郎ども Classe Tous Risques (1960)
- すぎ去りし日の… Les choses de la vie (1970)
- 夕なぎ César et Rosalie (1972)
- 友情 Vincent, François, Paul et les autres (1974)
- ありふれた愛のストーリー Une histoire simple (1978)
- ギャルソン! Garçon! (1983)
- 僕と一緒に幾日か Quelques jours avec moi (1988)
- 愛を弾く女 Un cœur en hiver (1992)
- とまどい Nelly et Monsieur Arnaud (1995)